# Data manipulation language
Data manipulation language (DML) is een verzameling computertalen die gebruikt worden door computerprogramma's of gebruikers van databases om gegevens uit een database op te halen, toe te voegen, te verwijderen of aan te passen.
De meest gebruikte DML is die van SQL. Ze wordt gebruikt om gegevens uit een relationele database te halen en te manipuleren. Andere vormen van DML zijn die gebruikt in IMS/DL1, CODASYL-databases (zoals IDMS), en andere.
DML-opdrachten beginnen meestal met een werkwoord. In het geval van SQL zijn deze werkwoorden "select", "insert", "update", en "delete".
Soms wordt de SELECT-opdracht niet beschouwd als onderdeel van DML; er wordt met SELECT immers geen data gemanipuleerd. SELECT zou dan (de enige) opdracht zijn van DQL - Data Query Language.